# Варданян, Камо Багатурович
Камо Багатурович Варданян (арм. Կամո Բահատուրի Վարդանյան; род. 18 марта 1966, Норашен, Гадрутский район) — военный деятель непризнанной Нагорно-Карабахской Республики. Министр обороны НКР (2021—2023). Генерал-лейтенант (2022).

## Биография
Родился 18 марта 1966 года в селе Норашен Гадрутского района Нагорно-Карабахской автономной области. Учился в сельской школе в Норашене.
Начал служить в Армии обороны Нагорно-Карабахской Республики 1 февраля 1992 года, где прошёл путь от командира взвода до командира горно-мотострелкового соединения. Участник трёх карабахских военных конфликтов: в 1992—1994, 2016 и 2020 годах.
Окончил Общевойсковую академию Вооружённых сил Российской Федерации (2006) и Военную академию Генерального штаба Вооружённых сил Российской Федерации (2019). Указом Президента НКР от 6 мая 2011 года ему было присвоено звание генерал-майора.
В ноябре 2012 года был назначен первым заместителем командующего Армии обороны НКР — начальником штаба. 11 сентября 2021 года президент НКР Араик Арутюнян назначил Варданяна на пост министра обороны НКР — командующим Армии обороны. В январе 2022 года Камо Варданяну было присвоено звание генерал-лейтенанта.

## Награды и звания
- Орден Боевого креста 1-й степени (НКР)[2]
- Орден Боевого креста 2-й степени (НКР)[2]
- Медаль «За отвагу» (Армения)[2]
- Орден Святого Вардана Мамиконяна (Армения)[2]
- Медаль «За заслуги перед Отечеством» 2-й степени (21 января 2014, Армения) — по случаю Дня Армии, за отвагу и личную отвагу, проявленные при защите Родины, за значительный вклад, внесённый в обеспечение боеготовности войск[4][2]
- Медаль «За мужество» (Армения)[2]

## Личная жизнь
Женат, воспитывает троих детей.